# Championnats du monde de pelote basque
Les Championnats du monde de pelote basque, organisés tous les quatre ans par la Fédération internationale de pelote basque, sacrent les meilleurs spécialistes mondiaux de pelote basque. La première édition s'est déroulée en 1952 à Saint-Sébastien, la dix-neuvième édition a eu lieu du 21 au 29 octobre 2022 à Biarritz.

## Éditions
| #     | Année | Ville                       | Pays      | Date                          | Nations | Titres | Meilleure nation |
| ----- | ----- | --------------------------- | --------- | ----------------------------- | ------- | ------ | ---------------- |
| I     | 1952  | Saint-Sébastien             | Espagne   | 28 août-10 septembre 1952     | 8       | 17     | France           |
| II    | 1955  | Montevideo                  | Uruguay   | 26 novembre-6 décembre 1955   | 7       | 12     | Espagne          |
| III   | 1958  | Biarritz, Bayonne, Hossegor | France    | 11-21 octobre 1958            | 9       | 17     | France           |
| IV    | 1962  | Pampelune                   | Espagne   | 20-30 septembre 1962          | 7       | 13     | Argentine        |
| V     | 1966  | Montevideo                  | Uruguay   | 3-10 décembre 1966            | 8       | 11     | Mexique          |
| VI    | 1970  | Saint-Sébastien             | Espagne   | 19-26 septembre 1970          | 7       | 12     | Espagne          |
| VII   | 1974  | Montevideo                  | Uruguay   | 21 novembre-1er décembre 1974 | 8       | 12     | Argentine        |
| VIII  | 1978  | Biarritz                    | France    | 1-10 septembre 1978           | 9       | 12     | Espagne          |
| IX    | 1982  | Mexico                      | Mexique   | 15-24 octobre 1982            | 10      | 12     | France           |
| X     | 1986  | Vitoria                     | Espagne   | 13-21 septembre 1986          | 11      | 12     | France           |
| XI    | 1990  | Santiago de Cuba            | Cuba      |                               |         | 13     | Espagne          |
| XII   | 1994  | Saint-Jean-de-Luz           | France    | 15-25 septembre 1994          |         | 14     | France           |
| XIII  | 1998  | Mexico                      | Mexique   |                               |         | 14     | Espagne          |
| XIV   | 2002  | Pampelune                   | Espagne   | 21-30 août 2002               | 14      | 14     | Espagne          |
| XV    | 2006  | Mexico                      | Mexique   |                               |         | 14     | Mexique          |
| XVI   | 2010  | Pau                         | France    | 1-10 octobre 2010             | 19      | 14     | Espagne          |
| XVII  | 2014  | Zinacantepec                | Mexique   | 11-21 septembre 2014          | 18      | 15     | Mexique          |
| XVIII | 2018  | Barcelone                   | Espagne   | 14-20 octobre 2018            | 14      | 14     | France           |
| XIX   | 2022  | Biarritz                    | France    | 23-29 octobre 2022            | 36      | 18     | Espagne          |
| XX    | 2026  | San Luis                    | Argentine | 2026                          |         |        |                  |
| XXI   | 2030  | Bilbao                      | Espagne   | 2030                          |         |        |                  |

### Médailles
Historique depuis 1952,,:
| Rang  | Nation      | Or  | Argent | Bronze | Total |
| ----- | ----------- | --- | ------ | ------ | ----- |
| 1     | Espagne     | 78  | 83     | 40     | 201   |
| 2     | France      | 72  | 67     | 54     | 193   |
| 3     | Mexique     | 54  | 43     | 36     | 133   |
| 4     | Argentine   | 48  | 29     | 19     | 96    |
| 5     | Uruguay     | 4   | 29     | 15     | 48    |
| 6     | Cuba        | 3   | 5      | 17     | 25    |
| 7     | États-Unis  | 0   | 2      | 4      | 6     |
| 8     | Philippines | 0   | 1      | 0      | 1     |
| 9     | Chili       | 0   | 0      | 6      | 6     |
| Total | Total       | 259 | 259    | 191    | 709   |

Note 1: Se comptabilise en premier lieu le total des médailles d'or, puis celles d'argent et enfin celles de bronze.

Note 2: Jusqu'en 1970, aucune médaille de bronze n'est décernée.

Note 3: Le tableau inclut toutes les modalités, y compris celles en Place Libre que se disputent lors des champuionnats de 1952 et 1958.

## Filmographie
- Pelotari, film documentaire écrit et réalisé par William Buzy, lors des championnats du monde 2010.